# 北上山地
北上山地（きたかみさんち）は、 岩手県中央部を北から南に流れ宮城県東部の石巻市で海に注ぐ「北上川」の東側に位置する山地。大部分は岩手県に属し、山地の東側は太平洋に面しリアス式海岸を形成している。最高峰は岩手県の早池峰山（標高1917m）で日本百名山の一つである。国土地理院地図や学校教育では、北上高地と呼ばれる。

## 地理

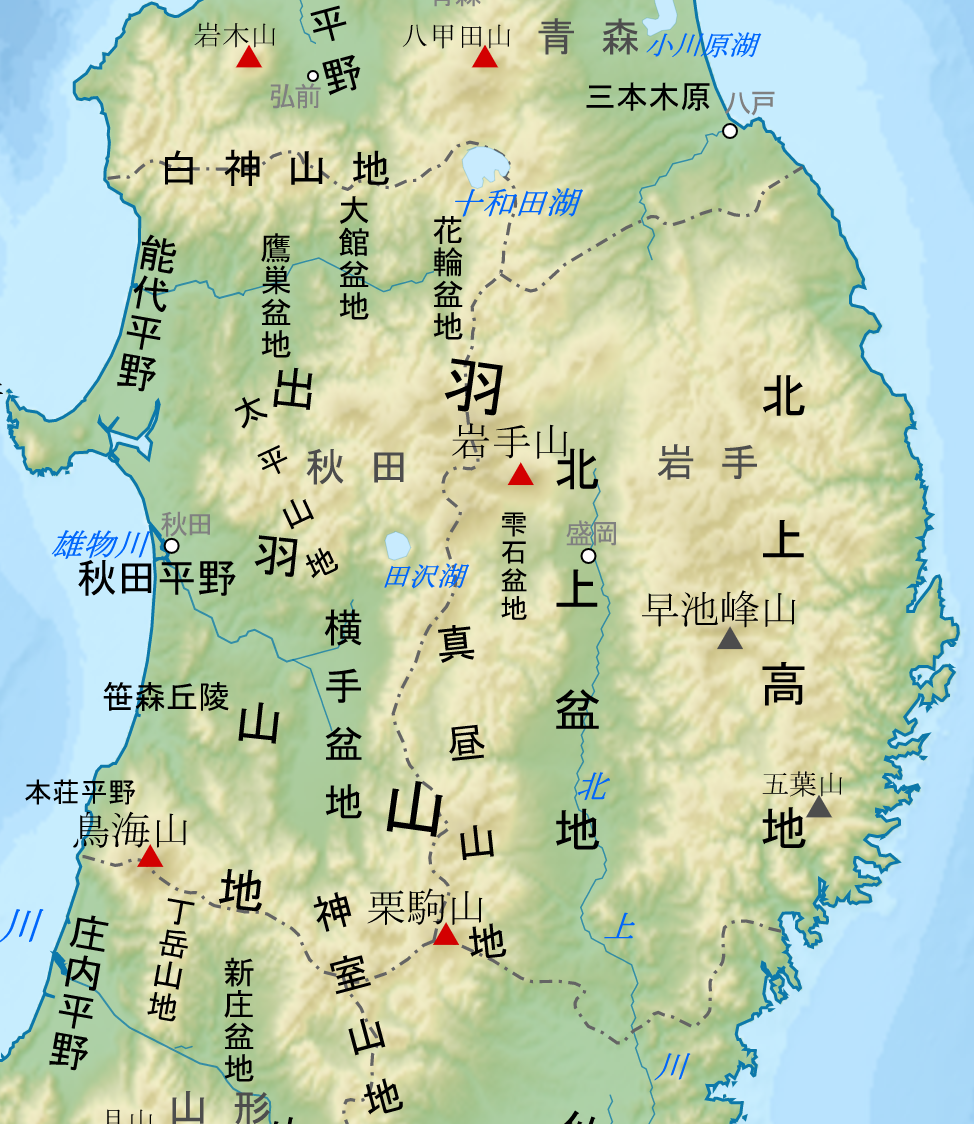
北上高地の位置

東に太平洋、西に北上川・馬淵川が作る低地帯に接する。この北上山地を境に西側が北上盆地となり、東側が三陸海岸となる。山地の大半が岩手県に属すが、北は青森県南東部の階上岳付近を末端として、南は宮城県の牡鹿半島を末端としている。
人口が少なく、交通も不便なことからかつては日本のチベットとも称された。

## 地勢

### 地形の形成史
地質的には古生界と中生界（それぞれ古生代・中生代の地層）が広く分布する。最高峰を抱える早池峰構造帯を境に南北に大きく分かれ、北部北上山地の南部北上帯、南部北上山地に葛巻-釜石帯と安家-田野原帯がある。各構造帯を分かつ線は、南北に長い山地を斜めに切っておおよそ北北西から南南東に走る。
このうちもっとも古い先シルル系の基盤を持つのは南部北上帯である。奥州市前沢の生母の北部の北部と奥州市水沢黒石町に広がる母体変成岩類、陸前高田市の氷上山を中心にした氷上花崗岩類などがあり、日本の中でも最古の部類に属する地層である。南部北上帯はシルル紀からデボン紀にはサンゴが生育するような水温の高い大陸縁辺の浅海にあり、後に北上して北部北上山地に衝突したのではないかという。北部の葛巻-釜石帯と安家-田野原帯は、古生代の基盤にジュラ系が付加されたものである。早池峰構造帯はオルドビス紀からシルル紀に海洋性地殻であったものが、南部北上帯と北部の地塊の衝突で境界部分が持ち上がった。この後、白亜紀前期に大島造山運動が起こり、全体が各所で花崗岩に貫かれた。北上山地の原型はこの頃にできあがった。
古第三紀まで北上山地は大陸縁辺でロシアの沿海州と一体になっており、阿武隈山地と距離が近かった。古第三紀に入って双葉断層を境に東側にある北上山地が北へ、西の阿武隈山地が南へと横ずれして引き離された。続いて、およそ3000万年前から1500万年前までかかって、日本列島が大陸から分離して現在の位置に移動した。その頃の北上山地は一つの大きな島で、西側は浅海をなし、奥羽山脈はまだなかった。奥羽山脈の隆起は後期中新世に始まり、北上山地との間に北上盆地が生まれた。北上山地は新生代を通じて陸地であったため長く浸食にさらされた。加えて最終氷期に周氷河作用によって斜面がならされた結果、今あるようななだらかな地形ができあがった。

### 地震と火山
東に日本海溝があって太平洋プレートが潜り込み、沈み込みの力が地震の多発として現れるのが本州東部の特徴だが、北上山地はその影響が少ない場所である。地震は東方では潜り込み面に沿った海底から地殻深部、西方では奥羽山脈以西で多発して、北上山地は少ない。
奥羽山脈の東には、青森県の恐山から宮城県の青麻山まで、青麻-恐火山列があるが、これは岩手県で七時雨山を通り、北上山地には入らない。

### 気候
奥羽山脈が西方にあることにより、積雪量は割合少なく、冷涼な気候となっている。

### 主な山
- 階上岳（はしかみだけ）740 m
- 安家森（あっかもり）1239 m
- 黒森山（くろもりやま）837 m
- 早池峰山（はやちねさん） 1917 m
- 五葉山（ごようさん）1351 m
- 室根山（むろねやま）895 m
- 大森山（おおもりやま）750 m
- 徳仙丈山（とくせんじょうさん）711 m
- 田束山（たつがねさん）512 m

### 鍾乳洞
- 安家洞
- 龍泉洞
- 幽玄洞

### 主な河川
- 北上川
- 久慈川
- 小本川
- 閉伊川
- 早瀬川
- 盛川

### 渓谷
- 久慈渓谷（久慈川）
- 猊鼻渓（砂鉄川）

## 産業
- 鉱業

かつては東北有数の鉱産地帯で、鉄・銅鉱床の釜石鉱山や、銅・鉛・亜鉛鉱床の田老鉱山、金鉱床の朴木金山や玉山金山、住田町や大船渡市の石灰石など多種多様な地下資源が採掘された。
- 林業
- 観光

遠野は民話のふるさととして広く知られている。また、龍泉洞など大型の鍾乳洞も点在する。

## 交通

### 鉄道
- JR東日本山田線
- 釜石線
- 大船渡線

### 主要道路
縦断軸
- 国道340号

横断軸
- 国道395号
- 国道281号
- 国道455号
- 国道106号
- 国道283号 - 釜石自動車道
- 国道107号
- 国道343号
- 国道397号
- 国道284号